# Western Academy of Beijing
 (mai 2016).
 (mai 2018).
La Western Academy de Beijing (souvent abrégée WAB) est une école située à Pékin qui a été créée en 1994. Elle accueille des élèves de la maternelle à la terminale et suit les programmes de l'Organisation du baccalauréat international du CP à la terminale et délivre en fin de cursus le Baccalauréat International (IB).

## Élèves et enseignants
En comptant l’École Primaire, le Collège et le Lycée il y a 1 500 élèves à la WAB et plus de 57 nationalités sont représentées. Plus de 230 professeurs assurent les cours et sont recrutés internationalement.

## Infrastructures
La WAB regroupe une école maternelle, une école primaire, un collège et un lycée. Elle possède trois bibliothèques : La Sabina Brady, La Red Scroll et Le Green Sky Studio. Une partie du campus se nomme le HUB. Il regroupe les arts, les sports, et le centre de technologie du collège et du lycée.

## Technologie
À partir de la 6e, tous les élèves doivent avoir un ordinateur portable.

## Activités extrascolaires
WABX organise toutes les activités qui se déroulent après l’école. WAB participe à des compétitions interscolaires, comme par exemple l'ACAMIS (Association de Chine et de Mongolie des Écoles Internationales) ou l'ISAC (Association Chinoise des Écoles Internationales).